# 機関砲

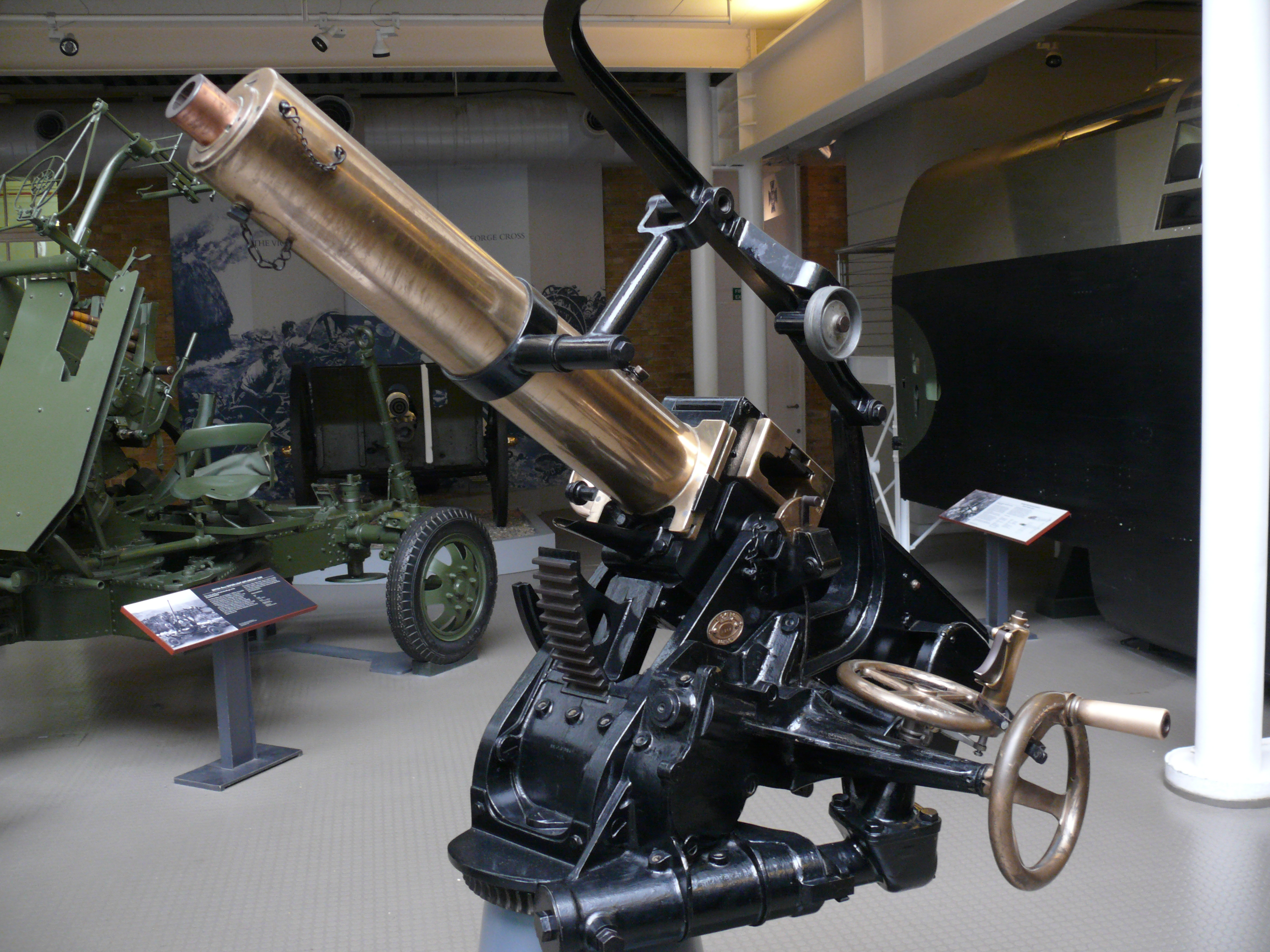
29口径37mm機関砲（QF 1ポンド・ポンポン砲）

機関砲（きかんほう、英: Autocannon）は、装填から発射までの、射撃にかかわる一連の動作を自動的に行う機構を備えた火砲。重機関銃と類似する面もあるが、より大型・大口径の砲弾を使用する。

## 設計
機関銃（機銃）との区別は、国や時代、あるいは軍種によっても異なる。例えばアメリカ軍では口径16mm以上のものを機関砲と称したのに対し、大日本帝国陸軍では当初は口径が小さくとも全てを機関砲と称しており、1907年6月以降は口径11mm以下を機関銃と称するようになり、1936年1月以降はこの基準を廃止して銃・砲の区分は制式制定毎に決定するようになった。また大日本帝国海軍では、当初は口径とは無関係に全てを機砲と称し、1921年（大正10年）より機銃と改称した。これ以降、口径とは無関係に火薬ガスなどを利用して連続発射が可能なものは機銃と呼んでおり、口径40mmでも機銃と称された。
このような経緯もあり、設計面では、機関砲と重機関銃とは類似する面も多い。自動機構の形式においても、反動利用式やガス利用式、外部動力利用式（ガトリング式やチェーン利用式）など、基本的には機関銃の場合と同様である。ただしガス利用式では閉鎖機に遊底を使用するのが通常だが、機関砲の場合は、遊底を用いない特殊な形式であるリヴォルヴァー式も多く用いられているなど、機関砲特有の設計もある。また火砲であることから、ボフォース 60口径40mm機関砲のように速射砲と同様の鎖栓式閉鎖機を採用する例もあるほか、駐退復座機を備えている場合も多い。
この他、航空機に搭載して使用する航空機関砲の場合、特有の事情として、機体が空中で激しく機動している状態での射撃に対応できるよう、加速度（G）がかかっていても尾筒部・砲尾部が確実に動作するように設計されている。

## 概史

### 第二次大戦前
ヴィッカース社では、.303ブリティッシュ弾を使用するマキシム機関銃（ヴィッカース重機関銃）の大口径版として29口径37mm機関砲（QF 1ポンド・ポンポン砲）を開発しており、イギリス軍はボーア戦争でその同型砲の脅威に直面したのちにこれを導入、第一次世界大戦で実戦投入した。これに準じた設計の機関砲はドイツ帝国でも用いられたほか、イギリスではこれを大口径化した39口径40mm機関砲（QF 2ポンド・ポンポン砲）も開発・運用していた。
これらの初期の機関砲は、いずれも従来の機関銃を単に大口径化したものであり、新規設計による機関砲の開発は1920年代に入ってからとなった。この時点では対戦車兵器としての性格が強かったが、1930年代頃からは対空兵器としても注目されるようになった。これは、航空機の発達とともに構造が強固になり、機関銃では有効なダメージを与えにくくなった一方、高射砲では特に低空で飛来する敵機を捕捉できないという事態を受けたものであった。
第二次世界大戦では、ドイツ国の2 cm Flak 30/38や3.7 cm FlaK 36/37/43、大日本帝国陸軍の九八式二十粍高射機関砲、アメリカ合衆国のブローニング 37mm機関砲など、各国で多くの機関砲が開発・運用された。特にスイスのエリコン 20 mm 機関砲やスウェーデンのボフォース 60口径40mm機関砲は、両陣営で広く用いられた。

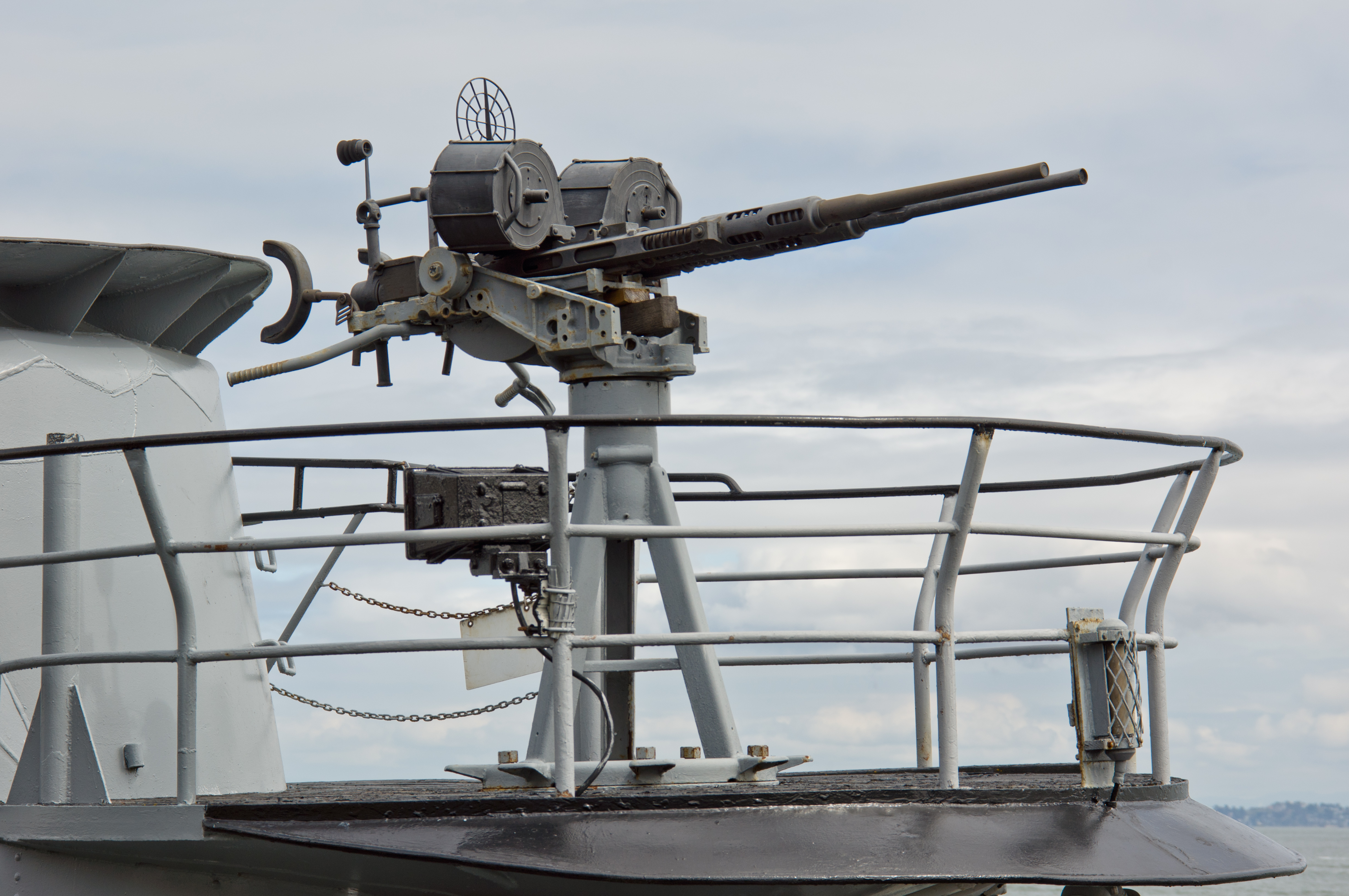
エリコン 70口径20mm機関砲

### 第二次大戦後
新しい対空兵器として地・艦対空ミサイル（SAM）が登場した後でも、高度1,000メートル以下の低高度領域では、対空機関砲がもっとも有効な対空兵器であり続けている。ヘリコプターの発達・普及とともに対空機関砲は強化されているが、特に攻撃ヘリコプターはこれに対抗して装甲などを強化しており、20mmや23mmなど小口径の機関砲弾には抗堪しうるようになっている。これへの対抗や対地射撃時の威力も考慮して、機関砲の大口径化が進んでおり、歩兵戦闘車の備砲などとしても用いられるようになっている。また2022年ロシアのウクライナ侵攻以降、特にゲパルト自走対空砲などの自走対空機関砲車両は、無人航空機兵器（偵察機を含む）の脅威に対し、ランニングコストが安価で実用的な対空兵器として再評価された。
一方、洋上においては、ジェット機への移行に伴って攻撃機が高速化すると、近距離用の機関砲の価値は低下し、近接信管（VT信管）に対応するとともに火器管制レーダーとも連動した3–5インチ (76–127 mm)口径の艦砲が対空兵器の主流となっていった。しかしその後、対艦ミサイルの脅威が顕在化すると機関砲が復権し、これを火器管制レーダーと連動させたCIWSが広く普及した。またCIWSではない従来型の機関砲も、艦砲をもたない補助艦艇や哨戒艦艇の主武装としては用いられ続けた他、冷戦終結後のマルチハザード化およびグローバル化に伴って任務の多様化が進むと、米艦コール襲撃事件のような非対称戦争に対処するため、戦闘艦にもCIWSと並んで装備されるようになった。
戦闘機においては、一時期は搭載兵装を全てミサイル化して航空機関砲を廃した機種も登場したものの、近距離での交戦能力や多用途性を考慮して、結局は航空機関砲が外付けも含めて復権している。

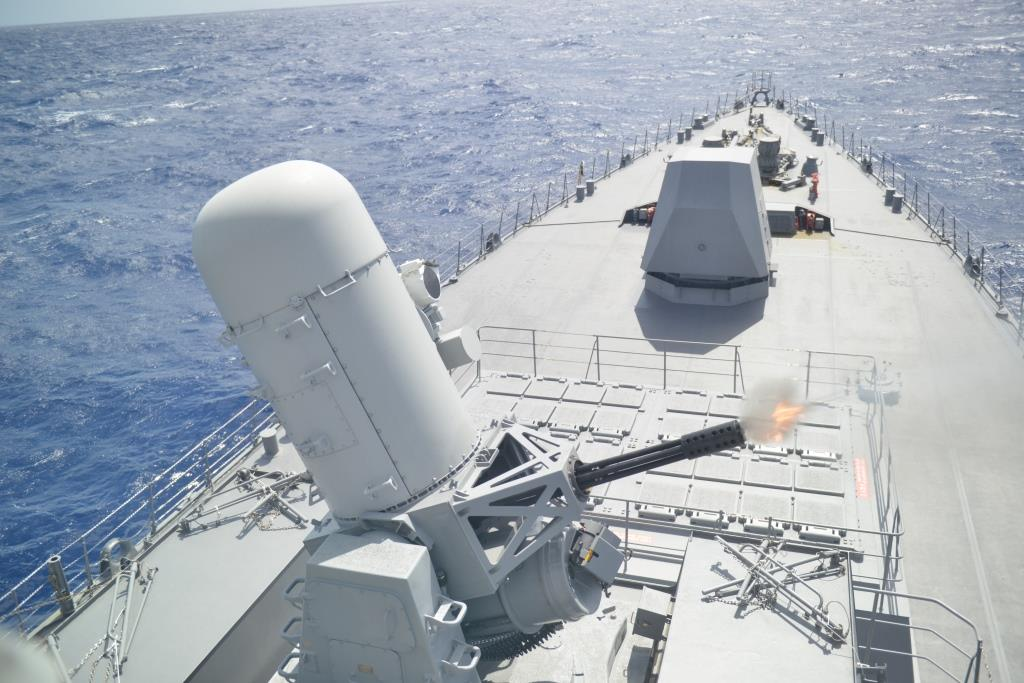
M61 バルカンを武装とするファランクス
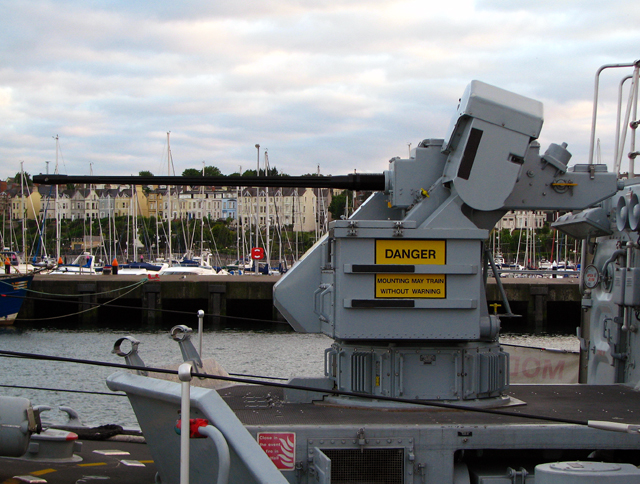
掃海艇に搭載されたエリコンKCB